# الحزب الشيوعي الأذربيجاني (1920)
الحزب الشيوعي الأذربيجاني (بالأذرية: Azərbaycan Kommunist Partiyası)‏، (بالروسية: Коммунистическая партия Азербайджана)‏، (بالرومانية: Kommunisticheskaya partiya Azerbaydzhana): كان الحزب السياسي الحاكم في جمهورية أذربيجان الاشتراكية السوفييتية، ما جعله فعليًا فرعًا من الحزب الشيوعي السوفييتي. تم تأسيسه في 20 فبراير 1920، عندما انضم الديمقراطي الاجتماعي الإسلامي والشيوعي الفارسي وحزب الأحرار والبلاشفة في باكو معًا لتأسيس الحزب الشيوعي الأذربيجاني. في الأول من أبريل من نفس العام، قدم مجلس الوزراء الخامس لجمهورية أذربيجان الديمقراطية تنازلاته وكل سلطاته للحزب الشيوعي الأذربيجاني. حكم الحزب جمهورية أذربيجان الاشتراكية السوفييتية حتى 14 سبتمبر 1991 عندما تم حله رسميًا. ومع ذلك، واصل الزعماء والأعضاء السابقين الشيوعيين لعب دور في النظام السياسي المبني على الواسطة والمحسوبية.